# Communauté de communes Pierre-Sud-Oise
Die Communauté de communes Pierre-Sud-Oise  war ein französischer Gemeindeverband mit der Rechtsform einer Communauté de communes im Département Oise in der Region Hauts-de-France. Sie wurde am 17. Oktober 2003 gegründet und umfasste sieben Gemeinden. Der Verwaltungssitz befand sich im Ort Saint-Leu-d’Esserent.

## Historische Entwicklung
Am 1. Januar 2017 wurde der Gemeindeverband mit der Communauté de l’agglomération Creilloise zur neuen Communauté d’agglomération Creil Sud Oise zusammengeschlossen.

## Ehemalige Mitgliedsgemeinden
1. Cramoisy
2. Maysel
3. Rousseloy
4. Saint-Leu-d’Esserent
5. Saint-Maximin
6. Saint-Vaast-lès-Mello
7. Thiverny